# ルーシー・リー＝ロビンス
ルーシー・リー＝ロビンス（Lucy Lee-Robbins、1865年6月24日  - 1943年7月28日）はニューヨーク生まれの画家である。1880年代に家族とフランスに移り、フランスで教育を受け、活動した。女性がそれまで、あまり描かなかった女性のヌードを描いたことでも知られている 。

## 略歴
ニューヨークの裕福な家に生まれた。1880年代に家族とパリに移り、1884年からカロリュス＝デュランのスタジオで絵を学んだ。その年カロリュス＝デュランの肖像画のモデルになった。1887年からフランス芸術家協会の展覧会に出展した 。1889年からフランス国民美術協会の展覧会に出展し、1890年に国民美術協会の最初の女性会員に選ばれた。アメリカのナショナル・アカデミー・オブ・デザインやペンシルベニア美術アカデミー、シカゴ美術協会の展覧会にも出展し、パリの女性画家・彫刻家連盟(Union des femmes peintres et sculpteurs)にも出展した。1891年に政府に作品が買い上げられ、ノール県カンブレーの美術館に展示されたが、カンブレーの美術館は第一次世界大戦で大きな被害を受け作品は失われた。1893年のシカゴ万国博覧会にも出展した。
1893年にオランダ出身の裕福な境遇の画家、ファン・リンクイゼン(Hendrik-George van Rinkhuyzen:1868-1922)と結婚した。
主に人物画、ギリシャ神話やローマ神話の女性像を描き、これまであまり女性画家が描かなかった女性のヌードも描いた。1943年にパリで死去した。

## 作品

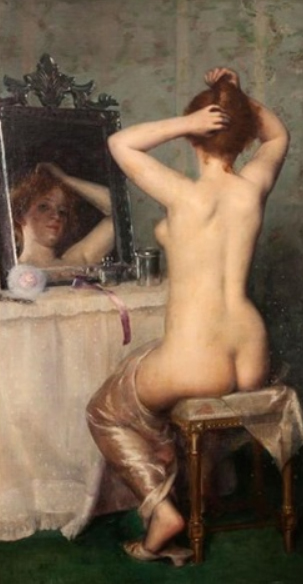
鏡の前の若い女性 (1891)
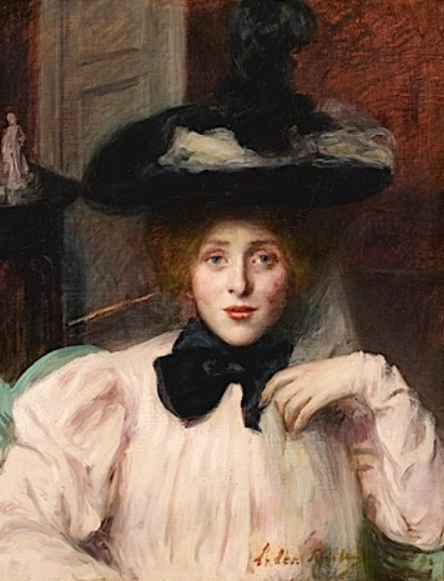
黒い帽子をかぶった女性 (1890)
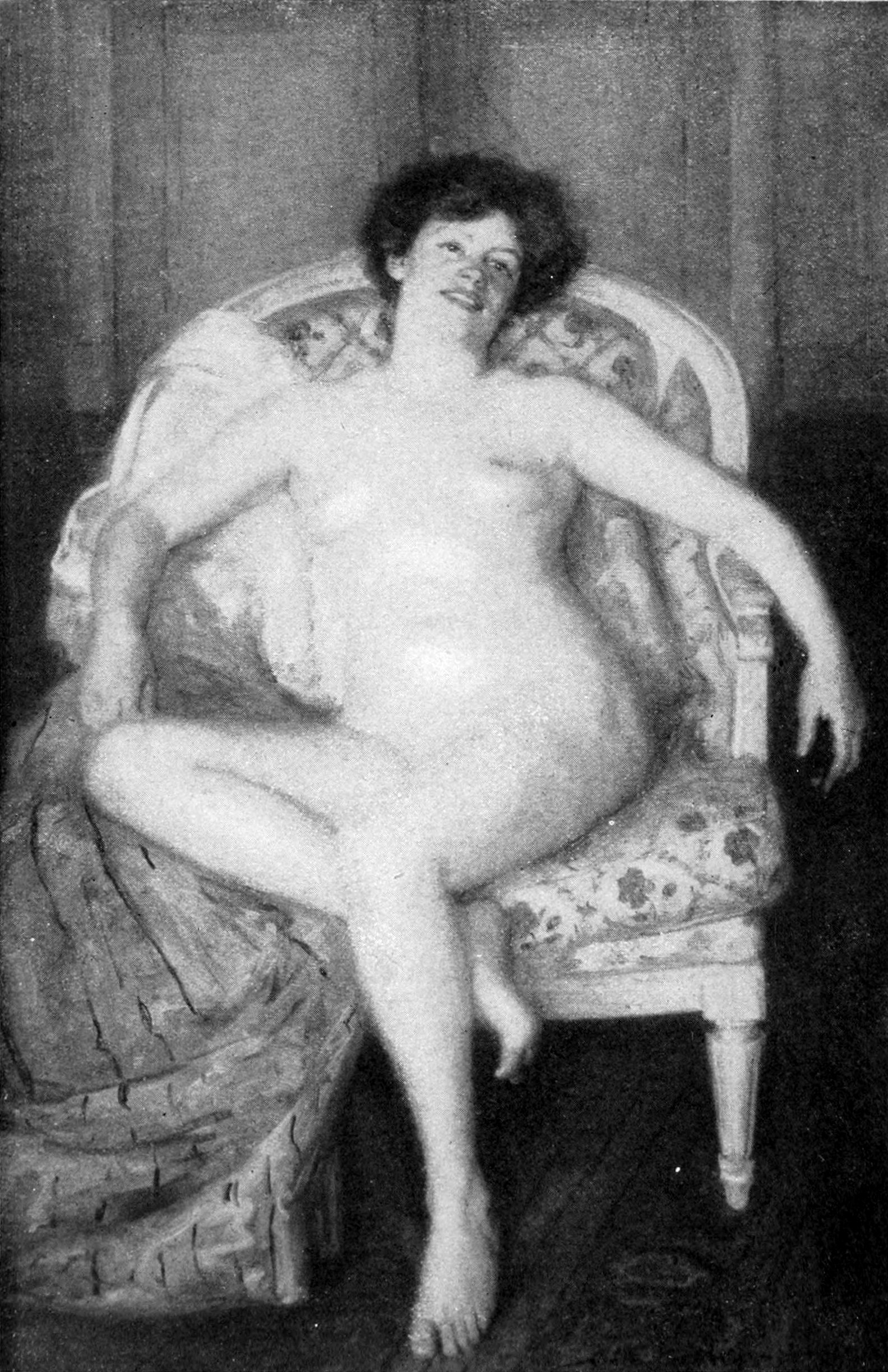
ヌード